# Obermoosbach (Rattenbergerbach)
Der Obermoosbach ist ein linker Zufluss des Rattenbergerbachs nahe beim Dorf Flatschach der Stadtgemeinde Spielberg im steirischen Bezirk Murtal.

## Verlauf
Der Obermoosbach entsteht nördlich der Ortschaft Rattenberg der Gemeinde Fohnsdorf am Schlossberg und fließt südostwärts durch den Kleingraben den bewaldeten Berghang hinab. Ab dem Bergfuß läuft er in meist offener Landschaft mehr ostwärts. Dann nimmt er bei einigen linksseits liegenden Teichen einen kürzeren Hangbach und den recht langen Blümeltalbach auf und wechselt dort aufs Gebiet des Ortsteils Flatschach von Spielberg über.
Durchs Obere Moos, wo zuletzt rechtsseits ein flacher Entwässerungsgraben von Westen her zuläuft, erreicht er schließlich seine Mündung von links in den Rattenbergerbach wenig westlich von Flatschach. Dieser vereint sich wenig danach mit dem Flatschacherbach zum Linderbach, einem Zufluss der Mur.